# Gossens
Gossens är en ort i kommunen Donneloye i kantonen Vaud i Schweiz. Den ligger cirka 25 kilometer norr om Lausanne. Orten har cirka 205 invånare (2020).
Orten var före den 1 januari 2008 en egen kommun, men inkorporerades då tillsammans med Mézery-près-Donneloye in i kommunen Donneloye.